# Empordà
Empordà är en slätt i Spanien.   Den ligger i regionen Katalonien, i den nordöstra delen av landet, 600 km öster om huvudstaden Madrid.